# Wild Things (Alessia Cara)
Wild Things è un singolo della cantante canadese Alessia Cara, il secondo estratto dall'album in studio di debutto Know-It-All e pubblicato il 2 febbraio 2016.

## Tracce
Download digitale
1. Wild Things – 3:08 (Alessia Caracciolo, Coleridge Tillman, Thabiso Nkhereanye, James Ho)

## Classifiche
| Classifica (2016) | Posizione raggiunta |
| ----------------- | ------------------- |
| Australia         | 25                  |
| Belgio (Fiandre)  | 55                  |
| Belgio (Vallonia) | 67                  |
| Canada            | 14                  |
| Germania          | 76                  |
| Irlanda           | 72                  |
| Italia            | 63                  |
| Nuova Zelanda     | 12                  |
| Paesi Bassi       | 58                  |
| Regno Unito       | 75                  |
| Stati Uniti       | 52                  |
| Svezia            | 61                  |
| Svizzera          | 51                  |